# Йории
Йории (яп. 寄居町 Ёрии-мати) — посёлок в Японии, находящийся в уезде Осато префектуры Сайтама. Площадь посёлка составляет 64,17 км², население — 34 352 человека (1 августа 2014), плотность населения — 535,33 чел./км².

## Географическое положение
Посёлок расположен на острове Хонсю в префектуре Сайтама региона Канто. С ним граничат город Фукая, посёлки Рандзан, Огава, Минано, Нагаторо, Мисато и село Хигасититибу.

## Население
Население посёлка составляет 34 352 человека (1 августа 2014), а плотность — 535,33 чел./км². Изменение численности населения с 1980 по 2005 годы:
| 1980 | 28 469 чел. |  |
| 1985 | 31 720 чел. |  |
| 1990 | 33 659 чел. |  |
| 1995 | 36 880 чел. |  |
| 2000 | 37 724 чел. |  |
| 2005 | 37 061 чел. |  |

## Символика
Деревом посёлка считается Prunus jamasakura, цветком — Erythronium japonicum, птицей — Phasianus versicolor.